# Amherst (Nueva York)
Amherst es un pueblo ubicado en el condado de Erie en el estado estadounidense de Nueva York. En el año 2020 tenía una población de 129 595 habitantes y una densidad poblacional de 840.9 personas por km².

## Geografía
Amherst se encuentra ubicado en las coordenadas 42°58′42″N 78°48′00″O / 42.97833, -78.80000.

## Demografía
Según la Oficina del Censo en 2000 los ingresos medios por hogar en la localidad eran de $55 427, y los ingresos medios por familia eran $68 951. Los hombres tenían unos ingresos medios de $51 667 frente a los $32 030 para las mujeres. La renta per cápita para la localidad era de $27 647. Alrededor del 6.4% de la población estaban por debajo del umbral de pobreza.